# Hollywood (Worcestershire)
Hollywood – wieś w Anglii, w hrabstwie Worcestershire, w dystrykcie Bromsgrove. Leży 33 km na północny wschód od miasta Worcester i 156 km na północny zachód od Londynu. W 2001 miejscowość liczyła 4279 mieszkańców.